# Lumaquel·la
La lumaquel·la o coquina és una roca sedimentària bioquímica carbonàtica formada per l'acumulació de les closques dels mol·luscs, generalment conquilles de lamel·libranquis i gasteròpodes unides per ciment.
En ser una roca carbonàtica, reacciona amb l'àcid clorhídric (HCI).
La Pedrera del Mèdol, va ser una de les pedreres que a l'època romana a Tàrraco, va utilitzar molt aquesta roca per a la construcció dels edifícis més importants de la ciutat.